# Nordseesanatorium Haus Tübingen

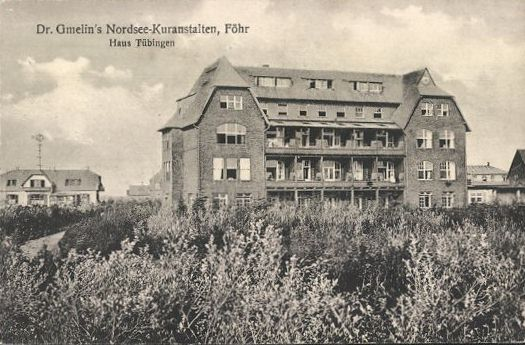
Haus Tübingen auf Föhr

Das Nordseesanatorium Haus Tübingen stand in Südstrand, Stadtteil von Wyk auf der nordfriesischen Insel Föhr. Das Sanatorium wurde 1898 für den aus Tübingen stammenden Arzt Carl Gmelin nach Entwürfen des Berliner Architekten August Endell gebaut. Es war eines der europaweit bedeutendsten Jugendstilbauwerke.

## Geschichte
Wilhelm Bülow legte darum herum einen Park an. Er pflanzte Libanon-Zedern, Maulbeeren und Feigen. Der Apotheker Stockmann hatte bereits 1870 begonnen, auf Föhr Tannen auf Heide- und Sandboden zum Schutz gegen den Wind anzubauen.
Von dem Sanatorium blieb nach einem schweren Brand nur noch die alte Wäscherei erhalten, die in den Jahren 1976–1995 in Betrieb war. Die Ruine des Sanatoriums wurde 1991 abgerissen. In der ehemaligen Wäscherei befindet sich seit 1995 das Pfannkuchenhaus Prinzen-Café.

## Gedenksteine

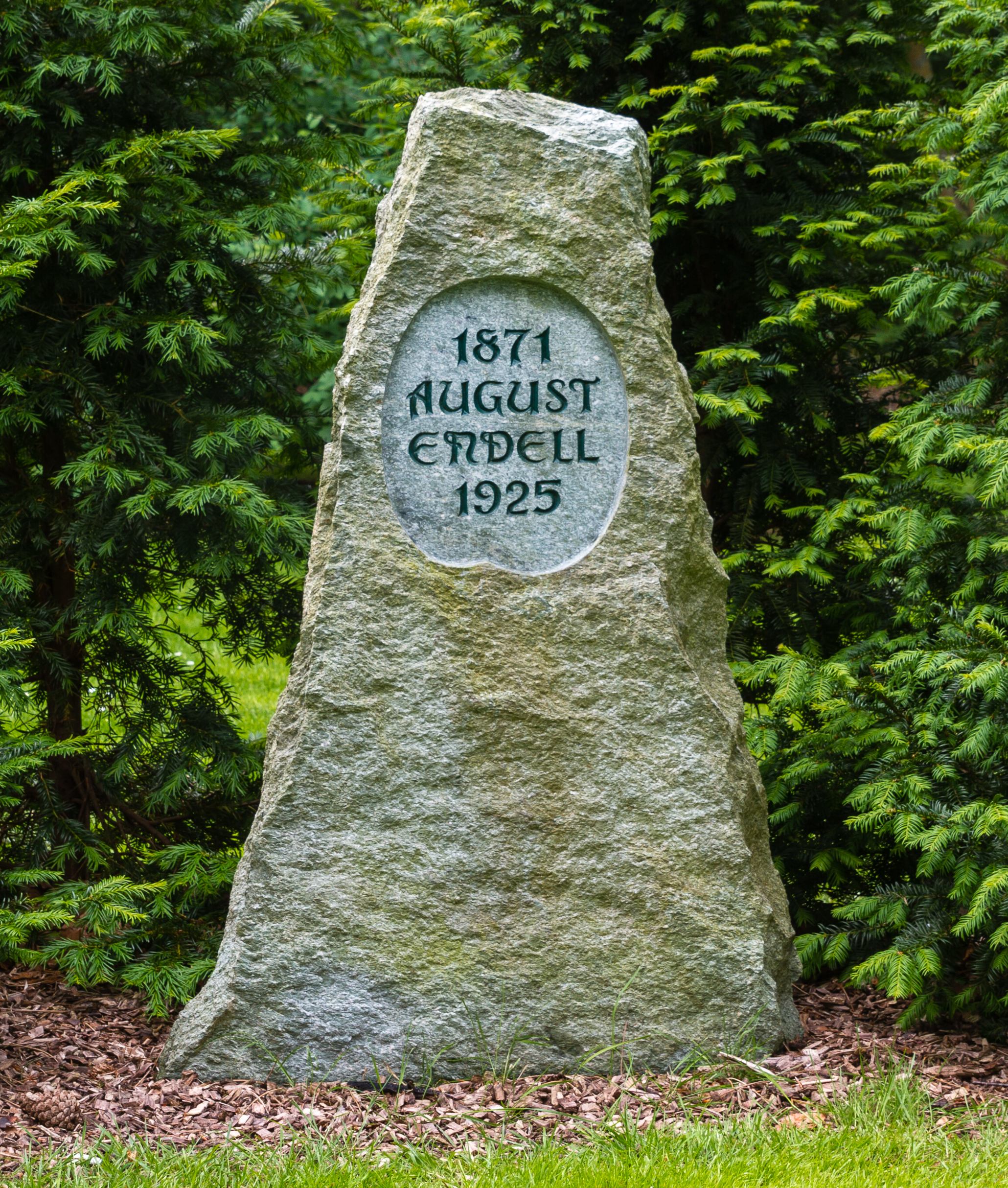
Gedenkstein für August Endell
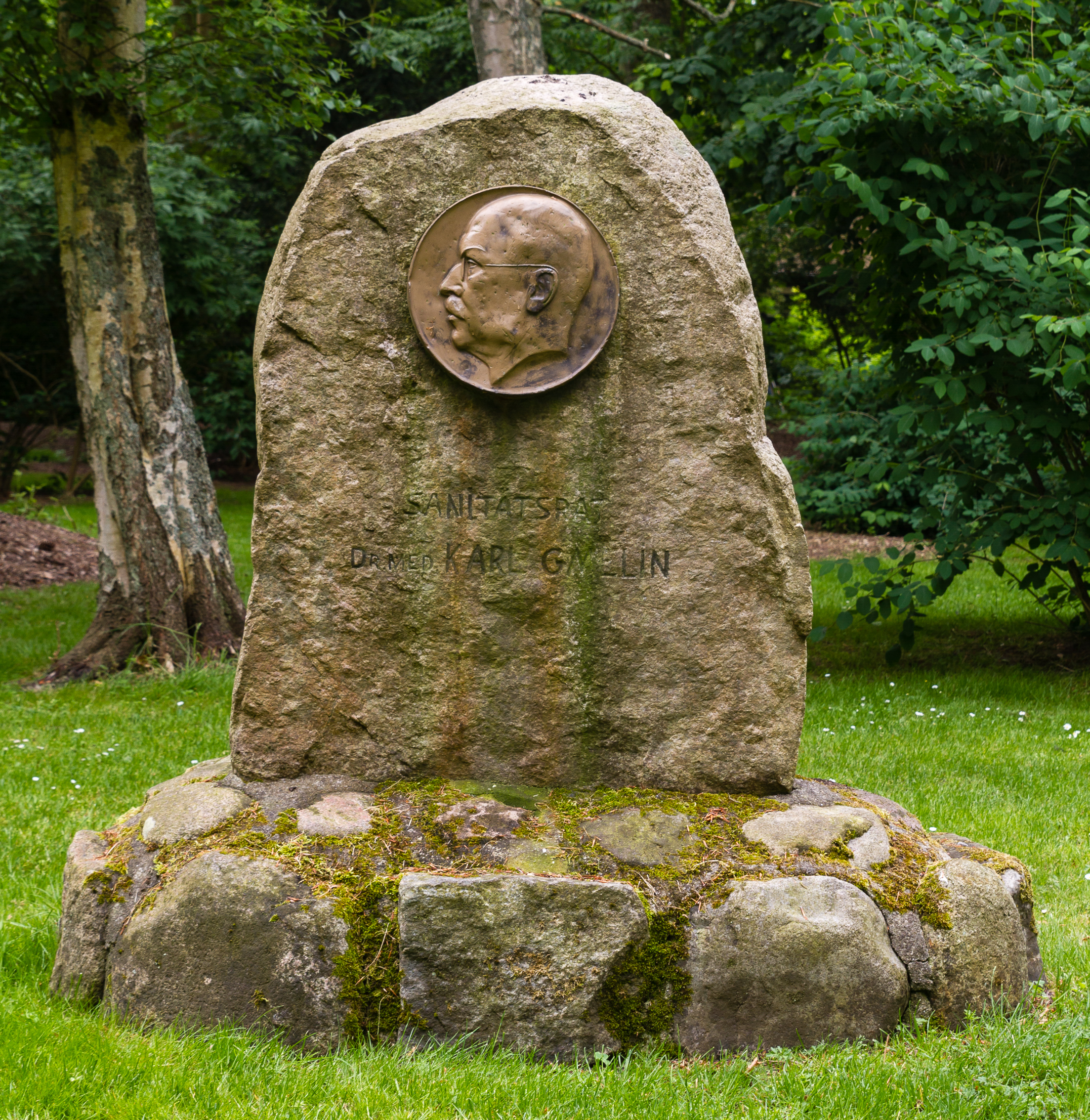
Gedenkstein für Carl Gmelin